# Tribonanthes minor
Tribonanthes minor är en enhjärtbladig växtart som beskrevs av M.Lyons och Gregory John Keighery. Tribonanthes minor ingår i släktet Tribonanthes och familjen Haemodoraceae. Inga underarter finns listade.